# Гагельштадт
Гагельштадт (нім. Hagelstadt) — громада в Німеччині, розташована в землі Баварія. Підпорядковується адміністративному округу Верхній Пфальц. Входить до складу району Регенсбург.
Площа — 20,75 км2. Населення становить 1944 ос. (станом на 31 грудня 2020).